# Мария Петрова (шлагерна певица)
Вижте пояснителната страница за други личности с името Мария Петрова.
Мария Петрова е българска певица, изпълнителка на стари градски песни и шлагери. Определяна от фенове и критици за „Примата на старата градска песен“.

## Биография
Мария Петрова е родена на 30 октомври 1940 г. в сeло Торос, Община Луковит. Музикалният ѝ талант е забелязан още от най-ранната ѝ възраст и е участвала в детски конкурс. От пълнолетието си живее и работи в Ловеч, където се омъжва и отглежда двете си деца – дъщеря си Кристина и сина си Камен, като има и внук Григор. През 1960 г. завършва Института за детски учителки във Враца, след което се връща в Ловеч, за да практикува повече от 30 години. Работила и като окръжен методист в Инспектората по образование. Била е и директор на детска градина. През целия период на трудовата ѝ дейност като детска учителка е пяла любителски с различни състави, групи и индивидуално. Явявала се е на редица фестивали и конкурси, основно за народна песен, където е печелила отличия. Участвала е в филмови продукции на Българска национална телевизия при режисьора Иван Братанов. След пенсионирането си през 1993 г. се явява на изключително популярния и авторитетен фестивал на старата градска песен „Златен кестен“ в Петрич, където печели I награда на журито и I награда на публиката за изпълнение на песента „Пред камината“. На фестивала е забелязала от продуцента Митко Димитров, който ѝ предлага договор с фирма „Пайнер“, и издава дебютния ѝ албум „Пред камината“, а слад него следват и още осем албума със стари градски песни и авторски в духа на шлагера. След успеха на първия си албум Мария Петрова реализира телевизионни записи за БНТ – в предаването „Минаха години“ и рубриката „На гости на бяло сладко“. Националната телевизия реализира два документални филма за нея. Участва като гост във всички по-големи фестивали на старата градска и шлагерна песен. Последно ѝ телевизионно участие е на 26 март 2023 г. в предаването „С БНТ завинаги“.
Сред най-популярните песни от репертоара ѝ са „Пред камината“, „Червена роза“, „Гурбетчия“, „Песен без думи“, „Съдба“, „Иди си, есен“, „Танго последно“, „Звъни се“, „Моят град – Ловеч“, „Само ти, сърце, си ми приятел“, „Не чакай ти, душа любима“ и др. Пяла е и народни, мексикански, испански и турски песни. През годините е реализирала записите на песните си в съпровод на трио „Вароша“ и акордеониста Нааби Али (* 1946 – † 2019), също покойник. Работила е и със Светослав Лобошки.
Умира в Ловеч на 9 юни 2023 г. Поклонението пред тленните ѝ останки е на 11 юни в храм „Св. Св. Кирил и Методий“ – Ловеч. Цветя и съболезнователни адреси изпращат Министерството на културата, община Ловеч, община Свищов, Народният театър „Иван Вазов“, музикална компания „Пайнер“ и мениджърът ѝ Евгени Боянов. Погребението на урната на Мария Петрова е на 24 юни 2023 г. в Алеята на бележити български творци в Централния гробищен парк в София.

## Дискография
| Година | Албум                               | Вид | Издател | Каталожен номер    |
| ------ | ----------------------------------- | --- | ------- | ------------------ |
| 1995   | „Пред камината“, с трио „Вароша“    | MC  | Пайнер  | 9503067            |
| 1996   | „Незабрава“, с трио „Вароша“        | MC  | Пайнер  | 9606139            |
| 1997   | „Незабрава“, с трио „Вароша“        | CD  | Пайнер  | PNR 9606139-06     |
| 1998   | „Така те чаках...“                  | MC  | Пайнер  | 9810I-36           |
| 1999   | „Не се сбогувам“                    | MC  | Пайнер  | 9912266            |
| 1999   | „Сънувах сън“                       | CD  | Пайнер  | PNR 9912267-65     |
| 2003   | „Една жена“                         | CD  | Пайнер  | PNR 2309654-378    |
| 2007   | „Загадка е сърцето“                 | CD  | Пайнер  | PNR 27061159-698   |
| 2013   | „Златните шлагери на Мария Петрова“ | CD  | Пайнер  | PNR 2012121482-948 |